# Dimitrios Salachas
Dimitri (Dimitrios) Salachas (Atenas, 7 de junio de 1939-Atenas, 16 de octubre de 2023) fue el exarca apostólico de la Iglesia católica bizantina griega.

## Biografía
Salachas nació el 7 de junio de 1939 en Atenas, Grecia, y fue ordenado sacerdote en 1964.
Era un conocido erudito griego en derecho canónico. Ha realizado su investigación doctoral en leyes eclesiásticas bizantinas y leyes civiles. Ha impartido clases de derecho canónico (latino y oriental) en Pontifical Urbaniana University, Pontificia Universidad Gregoriana, Pontifical University of Saint Thomas Aquinas, Angelicum y Pontifical Oriental Institute en Roma.
Era consultor de la Congregación para las Iglesias Orientales y de los Consejos pontificios para la interpretación de los textos legislativos y para la Promoción de la unidad de los cristianos. Como experto en leyes eclesiásticas comparativas, el obispo Salachas era miembro de la Conferencia episcopal de Grecia. Era miembro de la Comisión internacional conjunta para el diálogo teológico entre la Iglesia Católica y la Iglesia Ortodoxa. Era miembro de la Sociedad internacional de derecho canónico oriental.
El 23 de abril de 2008 fue nombrado exarca apostólico de la Iglesia católica bizantina griega y obispo titular. Fue ordenado obispo el 24 de mayo de 2008. En 2008 fue nombrado obispo titular de Carcabia, y el 14 de mayo de 2012 fue ascendido a la sede titular de Gratianopolis.

## Vida y obra
- El obispo Salachas era el consultor del comentario italiano sobre CCEO Commento al Codice dei Canoni delle Chiese Orientali (2001).
- Sus otras grandes obras son:
- L'iniziazione cristiana nei Codici orientale e latino (1992).
- Istituzioni di diritto canonico delle Chiese cattoliche orientali (1993).
- El sacramento del matrimonio nel Nuovo Diritto canonico delle Chiese orientali (1994).
- Il Diritto canonico delle Chiese orientali nel primo millenio (1997).
- Teología y disciplina del sacramenti nei codici latino e orientale (1999).
- La vita consacrata nel Codice dei canoni delle Chiese orientali (CCEO) (2006).
- Chierici e ministero sacro nel codice latino e orientale: prospettive interecclesiali (2004).
- Questioni interecclesiali nel diritto matrimoniale canonico (2003).
- Diálogo interreligioso e inculturación del Vangelo nell'azione missionaria della Chiesa (2003).
- Codificazione latina e orientale e canoni preliminar (2003).
- Il magistero e l'evangelizzazione dei popoli nei Codici latino e orientale: studio teologico-giuridico comparativo (2001).
- Costituzioni dei Santi Apostoli: per mano di Clemente (2001).
- Ta mysteria tes christianikes myeseos (Baptisma, Christma, Theia Eucharistia): sto neo kodika kanonikou dikaiou tes Romaiokatholikes Ekklesias (Códice Iuris Canonici) (1989).
- Il dialogo teologico ufficiale tra la chiesa cattolico-romana y la chiesa ortodossa: iter e documentazione (1994).
- Il dialogo teologico ufficiale tra la chiesa cattolico-romana y la chiesa ortodossa: la quarta assemblea plenaria di Bari, 1986-1987 (1988).